# Грисштет
Грисштет (њем. Griesstätt) општина је у њемачкој савезној држави Баварска. Једно је од 46 општинских средишта округа Розенхајм. Према процјени из 2010. у општини је живјело 2.598 становника. Посједује регионалну шифру (AGS) 9187134.

## Географски и демографски подаци
Грисштет се налази у савезној држави Баварска у округу Розенхајм. Општина се налази на надморској висини од 492 метра. Површина општине износи 29,5 km². У самом мјесту је, према процјени из 2010. године, живјело 2.598 становника. Просјечна густина становништва износи 88 становника/km².